# Leptochilus isthmus
Leptochilus isthmus är en stekelart som beskrevs av Parker 1966. Leptochilus isthmus ingår i släktet Leptochilus och familjen Eumenidae. Inga underarter finns listade i Catalogue of Life.